# Liberty and Justice for...
Liberty and Justice for… é o terceiro álbum de estúdio da banda Agnostic Front, lançado em 1987.

## Faixas
1. "Liberty and Justice for…" (Alan Peters) – 2:56
2. "Crucial Moment" (Steve Martin) – 1:08
3. "Strength" (Martin) – 2:43
4. "Genesis" (Roger Miret) – 1:37
5. "Anthem" (Martin, Miret, Peters) – 2:52
6. "Another Side" (Martin, Miret, Peters) – 2:51
7. "Happened Yesterday" (Martin) – 2:29
8. "Lost" (Miret, Peters) – 1:59
9. "Hypocrisy" (Martin) – 2:47
10. "Crucified" (Iron Cross) – 2:28
11. "Censored" (Martin, Miret) – 2:00

## Créditos
- Roger Miret – Vocal
- Vinnie Stigma – Guitarra
- Steve Martin – Guitarra
- Alan Peters – Baixo
- Will Shepler – Bateria